# اچ‌ام‌سی‌اس ایستویو (کی۶۶۵)
اچ‌ام‌سی‌اس ایستویو (کی۶۶۵) (به انگلیسی: HMCS Eastview (K665)) یک کشتی بود که طول آن ۲۸۳ فوت (۸۶٫۲۶ متر) بود. این کشتی در سال ۱۹۴۳ ساخته شد.